# Centrale Bank van Argentinië
Centrale Bank van Argentinië (Spaans: Banco Central de la República Argentina, BCRA) is de centrale bank van Argentinië.
De Centrale Bank van Argentinië werd op 28 mei 1935 opgericht door het Nationaal Congres.
Het hoofdkantoor staat in het financiële centrum van Buenos Aires.